# بالاسبورت ماريو رادي
بالاسبورت ماريو رادي (بالإيطالية: Palasport Mario Radi)‏ صالة رياضية تستخدم لرياضة كرة السلة وكرة الطائرة ، تقع في مدينة كريمونا في إيطاليا، تتسع الصالة إلى 3,527 متفرج، وهي الصالة الرسمية لنادي جويرينو فانولي باسكت الذي يلعب في ليغا باسكيت الدرجة الأولى، تم افتتاح الصالة سنة 1980.